# Luciano Alves
Luciano Alves dos Santos, mais conhecido como Luciano Alves (Nova Cantu, 8 de janeiro de 1973) é um apresentador de televisão e político brasileiro filiado ao Partido Social Democrático (PSD).

## Biografia
Se candidatou pela primeira vez em 2022, atingindo a terceira suplência do PSD com 24.865 votos (0,42%).
Após a nomeação de Sandro Alex (PSD), para a Secretária de Infraestrutura do Paraná, Luciano Alves conseguiu assumir como deputado federal do Paraná.